# Мері Пікфорд (коктейль)

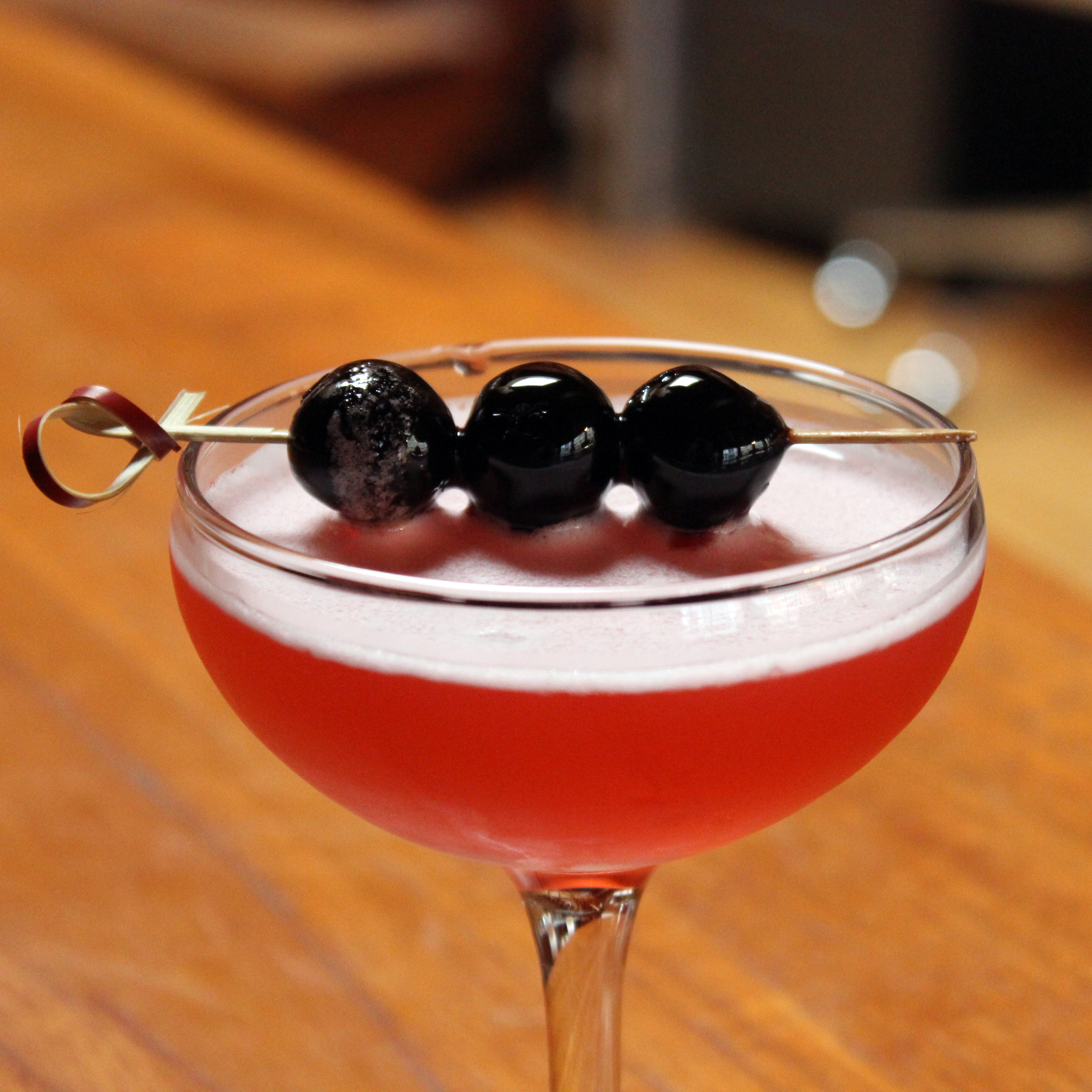
Коктейль «Мері Пікфорд»

Мері Пікфорд (англ. Mary Pickford) — коктейль, що з'явився за часів сухого закону в США. Змішується на основі світлого рому, ананасового соку, гренадина і безбарвного сухого фруктового лікеру, що виготовляється з мараскіновой вишні. Класифікується як коктейль на весь день (англ. All day cocktail). Належить до офіційних напоїв Міжнародної асоціації барменів (IBA), категорія «Незабутні» (англ. The Unforgettables).

## Спосіб приготування
Склад коктейлю «Mary Pickford»:
- світлого рому — 60 мл (6 cl),
- лікеру «Мараскіно» — 10 мл (1 cl),
- сиропу «Гренадин» — 10 мл (1 cl),
- ананасового соку — 60 мл (6 cl).